# Simfonia núm. 3 (Honegger)
La Symphonie Liturgique és la tercera simfonia del compositor suís Arthur Honegger.
Composta després de la Segona Guerra Mundial, és una de les obres més conegudes de Honegger. Consta de tres moviments, cadascun dels quals (seguint el subtítol de la simfonia) porta el nom d'un text litúrgic. El primer moviment rep el nom del Dies irae de la Missa de Rèquiem. Està marcat per allegro marcato, i té una qualitat agressiva, de tempesta. El moviment lent, anomenat De profundis clamavi basat en el salm 130, és, en canvi, meditatiu i líric. El finale, que porta el nom de la <i>Dona nobis pacem</i> de la Missa, és més episòdic, amb un ritme de marxa insistent i brutal que es construeix fins a arribar a un clímax dissonant, abans que una llarga coda lírica conclogui l'obra. Al final de cada moviment es pot escoltar una melodia semblant a la cançó del pit-roig de Jeanne d'Arc au Bûcher.
El mateix Honegger va escriure un extens comentari sobre l'obra, fent explícita la connexió de la música amb els horrors de la Guerra i el desig de pau.
Escrita el 1945-1946 per encàrrec de la Fundació Pro Helvetia, es va interpretar per primera vegada a Zúric el 17 d'agost de 1946 amb Charles Münch dirigint l'Orquestra de la Suisse Romande. Münch va fer una gravació en directe de l'obra a Praga amb l'⁣Orquestra Simfònica de Boston l'any 1956, que ha estat editada pel segell Multisonic. La simfonia s'ha interpretat i enregistrat moltes vegades i va ser una especialitat d'⁣Herbert von Karajan, qui en va fer un enregistrament (amb la Segona Simfonia de Honegger) el 1969, que encara és considerada àmpliament com una de les seves millors interpretacions.